# Basilodon
Basilodon es un género extinto de terápsidos dicinodontos del período Pérmico superior. La especie tipo es B. woodwardi que fue nombrada inicialmente en 1921 como Dicynodon woodwardi.